# Place Maïakovski (Novokouznetsk)
Pour les articles homonymes, voir Place Maïakovski.
La place Maïakovski (Пло́щадь Маяко́вского) est une place de la ville de Novokouznetsk en Russie. Elle se trouve dans l'arrondissement central de la ville au croisement de la rue Ordjonikidzé et de l'avenue des Métallurgistes et constitue l'un des symboles reconnus de la ville.

## Histoire
Avant la construction de la place, il y avait des marais, puis des terrains occupés par les premiers bâtisseurs et ensuite par le combinat métallurgique de Novokouznetsk. La place est formée en 1955 et elle s'appelle jusqu'en 1957 la place de l'Avant-Pont, car elle se trouve avant un pont sur la rivière Aba, affluent du Tom. Elle est renommée le 19 février 1957 en l'honneur de l'écrivain Vladimir Maïakovski. Celui-ci ne s'est jamais rendu à Novokouznetsk; mais il lui a consacré un poème Histoire de Khrenov sur Kouznetskstroï et les habitants de Kouznetsk (Рассказ Хренова о Кузнецкстрое и о людях Кузнецка),.
Au début, l'on aménage un grand parterre en rond de fleurs au milieu de la place où l'on dresse un grand sapin de Noël en hiver.
C'est le 1er novembre 1967 qu'est érigée au milieu de la place une statue de fonte du poète Vladimir Maïakovski, œuvre du sculpteur Boris Plenkine. Les architectes Donat Gorny, Nikolaï Brovkine, Vitaly Savtchenko et Pavel Otourine sont les auteurs des édifices construits dans les années 1950-1960 pour former l'ensemble architectural de la place: l'immeuble d'habitation de 280 appartements au 39 avenue des Métallurgistes, l'un des plus importants du Kouzbass, formant une grande façade du côté Est, l'immeuble du conseil municipal (aujourd'hui siège de l'administration de l'arrondissement central de Novokouznetsk, n° 44). La place est traversée par le tramway. Le cinéma Octobre est inauguré en 1957, ce qui termine l'ensemble architectural de la place. En 1978, le monument de Maïakovski est déplacé du milieu de la place du côté de la rue Ordjonikidzé, et elle est mise sur un nouveau piédestal en hauteur.
Une ligne de trolleybus traverse la place à partir de 1979.

## Galerie

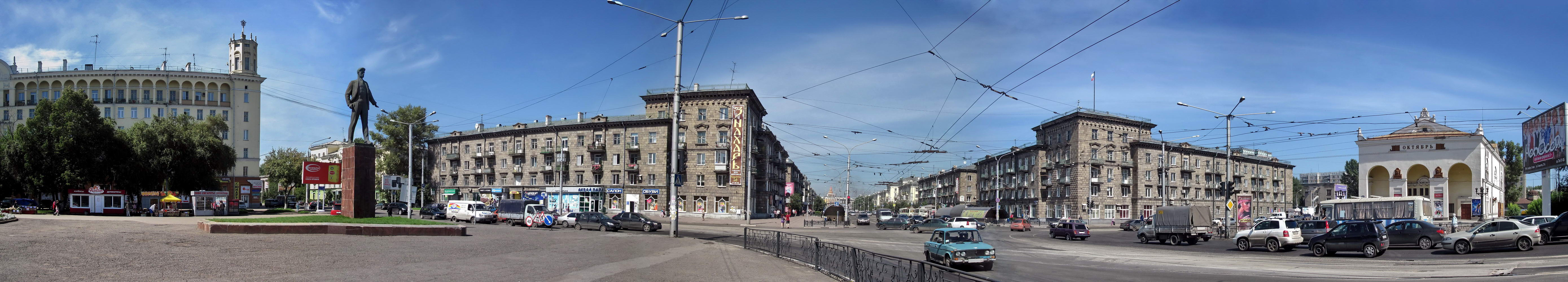
Panorama de la place Maïakovski.

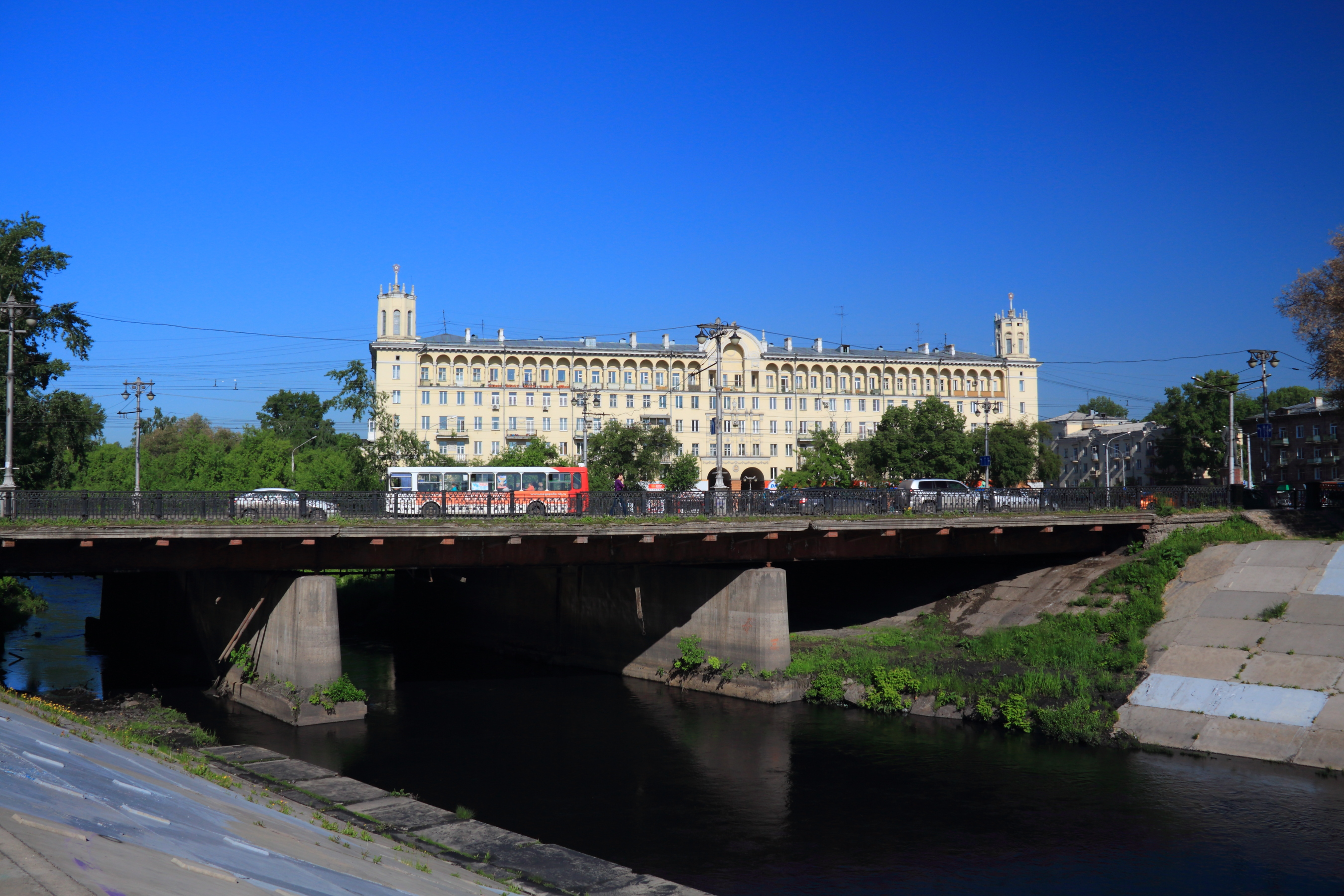
Vue sur le pont de l'Aba et au fond l'immeuble d'habitation du n° 39 de l'avenue des Métallurgistes.
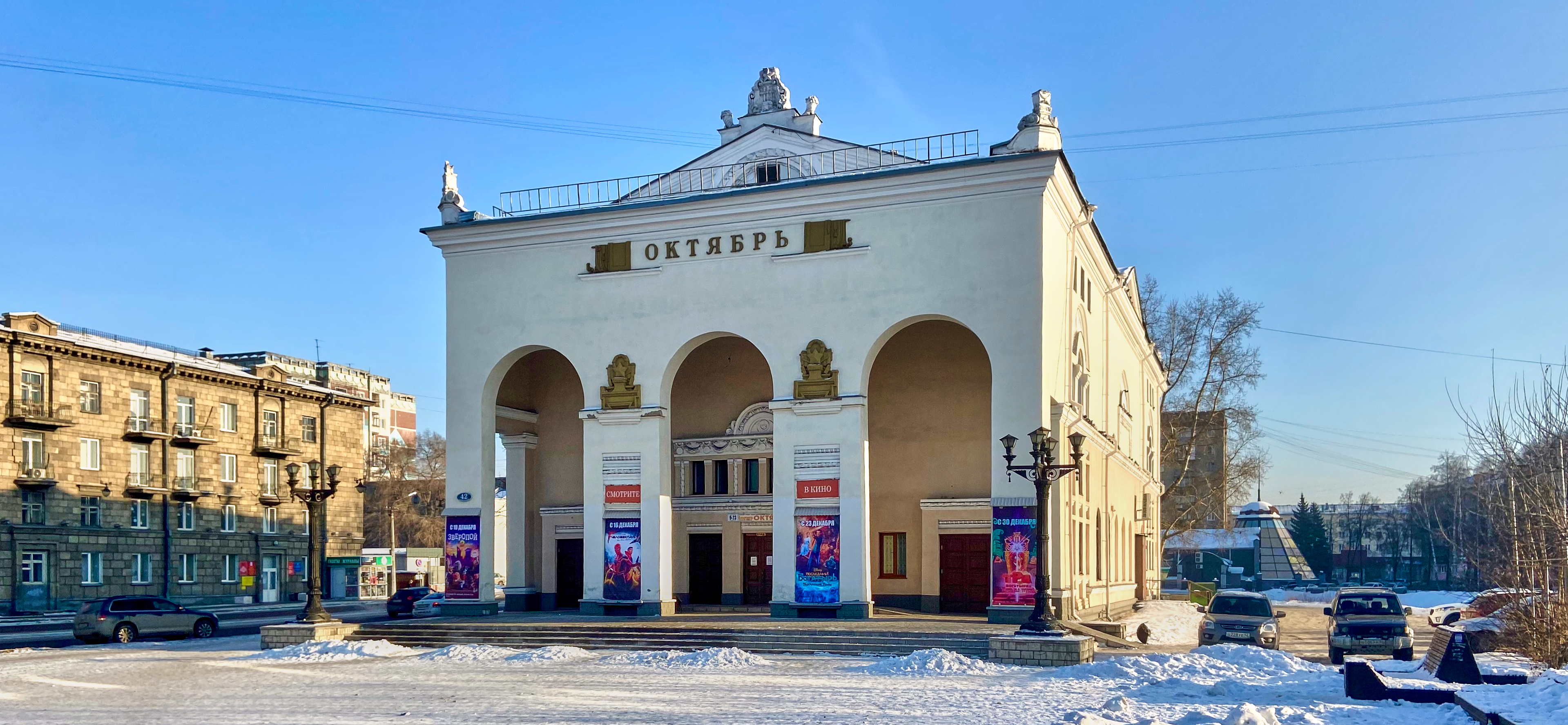
Cinéma «Octobre».